# Brycon melanopterus
Brycon melanopterus är en fiskart som först beskrevs av Cope 1872.  Brycon melanopterus ingår i släktet Brycon och familjen Characidae. Inga underarter finns listade.